# Jimmy Verbaeys
Jimmy Verbaeys, né le 26 août 1993 à Uccle (Région de Bruxelles-Capitale), est un gymnaste belge.

## Palmarès

### Jeux olympiques
- Londres 2012
  - 21e au concours général individuel[2]

### Championnats du monde
- Tokyo 2011
  - 67e au concours général individuel[3]

### Championnats d'Europe
- Berlin 2011
  - 37e au concours général individuel[4]
  - 33e au cheval d'arçons

- Birmingham 2010
  - 93e au concours général individuel
  - 5e au cheval d'arçons[5]